# یاکو و واکو
یاکو و واکو (انگلیسی: Animaniacs) یک سریال انیمیشن تلویزیونی ساخت ایالات متحده است. ساخت و تهیه‌کنندگی این مجموعه برعهدهٔ امبلین انترتینمنت و برادران وارنر انیمیشن بود و توسط شرکت تلویزیونی برادران وارنر توزیع شده است.
بازسازی این مجموعه همچون DUCKTALES 2017 کارتون بعد از سال ها،در ژانویه 2018 اعلام شد، با حداقل دو فصل و یک سوم در حال حاضر اعلام کرد تا در رابطه با امبلین اینترتینمنت و برادران وارنر انیمیشن ساخته شوند، با تهیه کننده استیون اسپیلبرگ، ترانه سرا رندی Rogel، و بسیاری از صدای اصلی بازیگران در حال بازگشت. اولین بار در 20 نوامبر سال 2020 در شبکه هولو پخش شد و فصل دوم آن در سال 2021 اکران شد و فصل سوم که آخرین فصل آن این مجموعه ریبوت با 10 قسمت در 17 فوریه سال 2023 اکران شد